# Pseudomma spinosum
Pseudomma spinosum är en kräftdjursart som beskrevs av Wang 1998. Pseudomma spinosum ingår i släktet Pseudomma och familjen Mysidae. Inga underarter finns listade i Catalogue of Life.